# Barranc de l'Esmolet

El Barranc de l'Esmolet, respecte del terme d'Abella de la Conca

El barranc de l'Esmolet és un barranc dels termes municipals d'Abella de la Conca i Isona i Conca Dellà (dins de l'antic terme de Sant Romà d'Abella), a la comarca del Pallars Jussà.
Està situat a l'extrem sud-occidental del terme municipal. Es forma per la unió de tot un munt de llaus, com la llau del Gassó i la de la Font de la Parra, que s'uneixen a la partida de les Llaus, la major part procedents de la partida de les Grives.
El barranc de l'Esmolet s'aboca en el riu d'Abella just al límit dels termes municipals d'Abella de la Conca i d'Isona i Conca Dellà, al sud-oest de Cal Cap-roc i al sud-est de Cal Macià i Casa Bernadí.

## Etimologia
Es tracta d'un topònim romànic modern que fa referència a un propietari del lloc per on passa el barranc, fent referència a l'ofici d'aquesta persona.

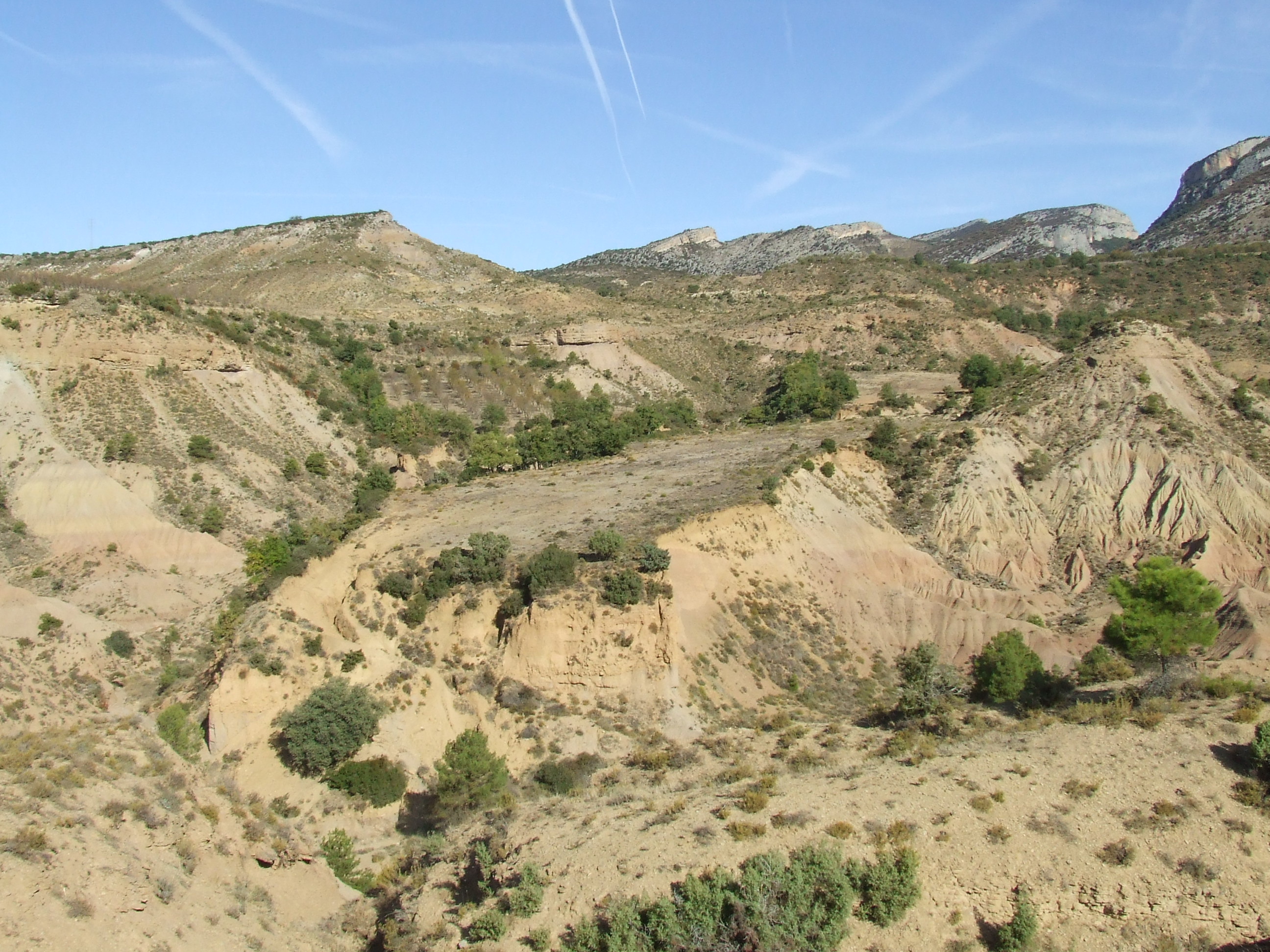
El barranc de l'Esmolet, des del sud-est